# Гебер-Овергаард
Гебер-Овергаард (англ. Heber-Overgaard) — переписна місцевість (CDP) в США, в окрузі Навахо штату Аризона. Населення — 2898 осіб (2020).

## Географія
Гебер-Овергаард розташований за координатами 34°24′51″ пн. ш. 110°34′10″ зх. д. / 34.41417° пн. ш. 110.56944° зх. д. (34.414141, -110.569561). За даними Бюро перепису населення США в 2010 році переписна місцевість мала площу 17,77 км², уся площа — суходіл.

### Клімат
| Клімат : Гебер-Оверґаард              | Клімат : Гебер-Оверґаард | Клімат : Гебер-Оверґаард | Клімат : Гебер-Оверґаард | Клімат : Гебер-Оверґаард | Клімат : Гебер-Оверґаард | Клімат : Гебер-Оверґаард | Клімат : Гебер-Оверґаард | Клімат : Гебер-Оверґаард | Клімат : Гебер-Оверґаард | Клімат : Гебер-Оверґаард | Клімат : Гебер-Оверґаард | Клімат : Гебер-Оверґаард | Клімат : Гебер-Оверґаард |
| Показник                              | Січ.                     | Лют.                     | Бер.                     | Квіт.                    | Трав.                    | Черв.                    | Лип.                     | Серп.                    | Вер.                     | Жовт.                    | Лист.                    | Груд.                    | Рік                      |
| Абсолютний максимум, °C               | 22,2                     | 25,6                     | 25,6                     | 29,4                     | 32,8                     | 37,8                     | 37,8                     | 36,7                     | 34,4                     | 30,6                     | 25,6                     | 21,1                     | 37,8                     |
| Середній максимум, °C                 | 8,4                      | 10,4                     | 13,2                     | 17,4                     | 22,2                     | 27,8                     | 28,8                     | 27,2                     | 24,6                     | 19,2                     | 12,7                     | 8,6                      | 18,4                     |
| Середній мінімум, °C                  | −7,7                     | −6,3                     | −3,9                     | −1,6                     | 2,4                      | 6,7                      | 11,4                     | 11,0                     | 7,2                      | 0,9                      | −4,5                     | −7,6                     | 0,7                      |
| Абсолютний мінімум, °C                | −31,7                    | −27,8                    | −24,4                    | −16,7                    | −10,6                    | −6,1                     | −1,1                     | −1,1                     | −6,1                     | −14,4                    | −23,9                    | −30                      | −31,7                    |
| Норма опадів, мм                      | 38                       | 39                       | 43                       | 15                       | 19                       | 12                       | 69                       | 82                       | 51                       | 42                       | 38                       | 39                       | 487                      |
| Днів з опадами                        | 5,4                      | 5,6                      | 5,8                      | 3,5                      | 3,4                      | 2,6                      | 11,0                     | 11,7                     | 7,3                      | 4,9                      | 4,2                      | 4,2                      | 69,6                     |
| Днів зі снігом                        | 2,0                      | 1,8                      | 1,7                      | 0,7                      | 0,0                      | 0,0                      | 0,0                      | 0,0                      | 0,0                      | 0,0                      | 0,7                      | 1,9                      | 8,8                      |
| ------------------------------------- | ------------------------ | ------------------------ | ------------------------ | ------------------------ | ------------------------ | ------------------------ | ------------------------ | ------------------------ | ------------------------ | ------------------------ | ------------------------ | ------------------------ | ------------------------ |
| Джерело: NOAA (extremes 1898–present) |                          |                          |                          |                          |                          |                          |                          |                          |                          |                          |                          |                          |                          |

## Демографія
Згідно з переписом 2010 року, у переписній місцевості мешкали 2822 особи в 1236 домогосподарствах у складі 814 родин. Густота населення становила 159 осіб/км². Було 3593 помешкання (202/км²).
Расовий склад населення:
| - 90,2 % — білих - 2,1 % — корінних американців - 0,3 % — азіатів - 0,2 % — вихідців з тихоокеанських островів - 0,2 % — чорних або афроамериканців - 4,5 % — осіб інших рас |

До двох чи більше рас належало 2,5 %. Частка іспаномовних становила 11,6 % від усіх жителів.
За віковим діапазоном населення розподілялося таким чином: 19,6 % — особи молодші 18 років, 52,2 % — особи у віці 18—64 років, 28,2 % — особи у віці 65 років та старші. Медіана віку мешканця становила 53,1 року. На 100 осіб жіночої статі у переписній місцевості припадало 102,4 чоловіків; на 100 жінок у віці від 18 років та старших — 103,8 чоловіків також старших 18 років.
Середній дохід на одне домашнє господарство становив 35 549 доларів США (медіана — 30 114), а середній дохід на одну сім'ю — 38 852 долари (медіана — 31 582). За межею бідності перебувало 24,0 % осіб, у тому числі 27,7 % дітей у віці до 18 років та 4,2 % осіб у віці 65 років та старших.
Цивільне працевлаштоване населення становило 685 осіб. Основні галузі зайнятості: роздрібна торгівля — 25,5 %, мистецтво, розваги та відпочинок — 16,5 %, фінанси, страхування та нерухомість — 10,7 %, транспорт — 10,2 %.